# Elie Onana
Elie Onana Elondou (13 de outubro de 1951 - 2 de abril de 2018) foi um futebolista camaronês. Ele competiu na Copa do Mundo FIFA de 1982, sediada na Espanha, na qual a seleção de seu país terminou na 17ª colocação dentre os 24 participantes.
Por clubes, atuou por Santos Okola, Bafia Club, Federal Foumban e Canon Yaoundé, onde encerrou a carreira em 1988. Seu irmão, Jules, também foi jogador de futebol, tendo disputado a Copa de 1990.
Morreu aos 66 anos em 2 de abril de 2018.